# 丹波橋駅
丹波橋駅（たんばばしえき）は、京都府京都市伏見区桃山にある、京阪電気鉄道京阪本線の駅である。駅番号はKH30。
本稿では、同地にある近畿日本鉄道（近鉄）京都線の近鉄丹波橋駅（きんてつたんばばしえき、駅番号はB07）についても扱う。

## 歴史
先に開業したのは京阪電気鉄道であり、京阪線の開通から2ヶ月遅れて桃山駅として開業、1913年に現在の駅名に変更された。現在の駅名の由来は、この付近に「桑野丹波守」の屋敷があり、かけられた橋『丹波橋』と言われている。
次いで近鉄京都線の前身である奈良電気鉄道が1928年に西大寺（現在の大和西大寺）から京都に至る路線を開業させた際、当地にはまず堀内駅（ほりうちえき）が設けられた。その後1945年12月21日に奈良電気鉄道は路線を付け替え近接する京阪神急行電鉄の丹波橋駅への乗り入れを開始し、堀内駅は丹波橋駅に統合されて貨物側線となった。
太平洋戦争中の1943年3月8日に奈良電気鉄道との乗り入れ準備のために駅を移設、京阪が阪神急行電鉄と合併し、京阪神急行電鉄となった翌年の1944年8月に着工。嵐山駅（現阪急嵐山駅）のポイント・信号設備を転用して太平洋戦争終了後の1945年12月に完成。奈良電堀内駅を当駅に統合し、ここに奈良電と京阪神急行の直通運転（奈良電の一部列車はさらに近鉄へも乗り入れ、京阪神急行 - 奈良電 - 近鉄の3社直通運転）が実現した。その後京阪と分離し、奈良電が近鉄に吸収合併され近鉄京都線となっても継続して相互直通運転を行っていた。当時は現在の2番線と4番線を奈良電の電車が使用していた。駅構内大阪側の平面交差が列車ダイヤ作成や増発の差し支えとなり、近鉄京都線の架線電圧1500V昇圧（1969年実施）と大型車導入、京阪本線ATS設置（1967年より順次実施）を契機に、1968年12月20日に相互乗り入れによる直通運転が廃止された。それに合わせて近鉄京都線の駅は近畿日本丹波橋駅（1970年3月1日より近鉄丹波橋駅）として独立し、近鉄線との連絡線は撤去されている（駅北側の駐輪場周辺や、駅南側の分岐線跡地にその名残が見られる）。この近畿日本丹波橋駅の駅設備は乗り入れ廃止の前年の1967年に設けられていた近鉄京都線の線内列車専用のホームを利用したものであり（線路は1966年に旧線跡に再敷設されて線内の通過列車が使用）、これはかつての堀内駅の跡地に建てられていたものである。相互直通運転廃止から約10年間は、双方の駅に相手駅の列車の発車案内装置が設置されていた。
また、当時は京阪丹波橋駅-中書島駅間（約1.4 km）の高架化が計画されたが、具体化することなく現在に至っている。
1987年6月1日のダイヤ改正で京阪急行の8連化に伴い、それまであった北口の構内踏切を地下道にしてホームを北側に延長した。併せて、それまでは北口の出入り口は西側にしかなかったが、東側にも出入口が造られ、翌1988年には出入口を兼ねた2つの駅ビルが竣工した。
平成に入り南口の橋上駅舎の拡張と、エスカレーター・エレベーター・多目的トイレの設置などの改良工事が行われ、その後、拡張部分にはジューサーバーや本屋などが造られた。また非常渡り線も撤去された。
| | ↑ 京都 方面                                   |             |
| ← 淀屋橋 方面 | 丹波橋駅鉄道配線略図（1967年〈昭和42年〉3月） | → 三条 方面 |
| | ↓ 大和西大寺方面                              |             |
| 凡例 出典:近畿日本鉄道編集、「近畿日本鉄道 100年のあゆみ - 1910～2010」、292頁、図6-6「丹波橋駅の配線変更（昭和42〜43年）」、2010年。 ※ 5・6番線（現・2,1番線）は近鉄線専用 |                                               |             |

### 年表

#### 京阪電気鉄道
- 1910年（明治43年）6月20日：京阪本線の伏見（現・伏見桃山） - 墨染間に、桃山駅として開業[1]。
- 1913年（大正2年）7月29日：丹波橋駅と改称[1]。
- 1943年（昭和18年）10月1日：会社合併により京阪神急行電鉄の駅となる。
- 1944年（昭和19年）
  - 7月16日：急行の停車駅となる。
  - 8月16日：奈良電気鉄道（現在の近鉄京都線）との連絡線工事着工[12]
- 1945年（昭和20年）12月21日：奈良電気鉄道・堀内駅を統合。奈良電との共同駅となり、相互乗り入れ開始[1]。
- 1949年（昭和24年）12月1日：会社分離により京阪電気鉄道の駅となる。
- 1967年（昭和42年）3月29日：南口の橋上駅舎および近鉄が旧堀内駅跡に設置した専用ホーム（現・近鉄丹波橋駅）との連絡通路使用開始[注 3][1]。
- 1968年（昭和43年）12月20日：近鉄京都線との相互乗り入れ廃止[7]。同時に近鉄専用ホームは近畿日本丹波橋駅として分離される[注 4]。
- 1972年（昭和47年）3月22日：南口駅舎から西側に出る出口を追加[1]。
- 1987年（昭和62年）3月10日：8両連結に対応するために構内踏切を廃止してホーム延長、北口改札を地下化[10]。
- 1988年（昭和63年）
  - 8月1日：「京阪丹波橋東ビル」オープン[10]。
  - 9月9日：「京阪丹波橋西ビル」オープン[10]。
- 1991年（平成3年）7月1日：上下線の各ホームの待合室に冷房化使用開始[13]。
- 1995年（平成7年）11月10日：南口に通り抜け型エレベーター2基設置[14]。
- 1996年（平成8年）12月21日：南口橋上駅に身障者対応の多目的トイレ設置。
- 1997年（平成9年）
  - 1月19日：駅事務所橋上駅へ移設。
  - 1月21日：橋上駅舎とホーム間に上下エスカレーター4基設置使用開始。
  - 3月31日：橋上駅舎とホーム間にエレベーター2基設置、駅舎拡張工事竣工[1]。
  - 8月25日：改札内に書店『ブックスK』開業[15]。
  - 9月1日：コンコース拡張工事竣工[16]。
- 1998年（平成10年）7月15日：駅構内に京都みやこ信用金庫（現・京都中央信用金庫）のATM設置、使用開始[17]。
- 2000年（平成12年）7月1日：特急終日停車駅となる[18]。※その後、近鉄丹波橋駅も特急終日停車駅となった。
- 2004年（平成16年）6月30日：駅構内に京都銀行のATM設置[19]。
- 2007年（平成19年）
  - 3月9日：橋上駅舎に「けいはんインフォステーション」を新設、コンシェルジュを配置[20]。
  - 7月9日：自動定期券発行機の導入により定期券うりばを廃止[21]。
- 2009年（平成21年）4月：駅北西側の近鉄との連絡線跡地に機械式自転車置き場（有料）新設[22]。
- 2010年（平成22年）9月24日：橋上駅舎の構内店舗のリニューアル工事竣工、営業開始[23]。期間限定スイーツショップ『SWEETS BOX』がコンコースに出店[24]。
- 2016年（平成28年）
  - 3月15日：事故情報などをリアルタイムに知らせる「旅客案内ディスプレー」を設置[25]。
  - 3月19日：ダイヤ改正で日中の普通電車の運用が無くなり、準急・特急のみ停車する時間帯が生まれた。
- 2019年（平成31年・令和元年）
  - 4月26日：駅トイレリニューアル工事竣工。男女とも個室は洋式トイレに、簡易型オストメイト対応を1か所ずつ設置。
  - 5月31日：多目的トイレ竣工[26]。

#### 近畿日本鉄道
- 1928年（昭和3年）11月15日：奈良電気鉄道京都 - 桃山御陵前間開通時に堀内駅が開業[4]。
- 1945年（昭和20年）12月21日：京阪神急行電鉄の丹波橋駅に乗り入れ開始[4]。堀内駅は同駅に統合され廃止[3]。
- 1963年（昭和38年）10月1日：奈良電気鉄道が近畿日本鉄道に合併[4]。
- 1967年（昭和42年）3月29日：堀内駅跡に近鉄京都線専用ホーム・線路を設置して暫定開業（約1年9ヶ月の間は丹波橋駅の扱いとなる）[8]。京阪電気鉄道の丹波橋駅への連絡通路も同時に設置。
- 1968年（昭和43年）12月20日：京阪電気鉄道の丹波橋駅への乗り入れ廃止[4]。近畿日本丹波橋駅（きんきにっぽんたんばばしえき）を分離して正式に開業[3]。
- 1970年（昭和45年）3月1日：近畿日本丹波橋駅を近鉄丹波橋駅に改称[3]。
- 1998年（平成10年）3月17日：同日のダイヤ変更で新設された京都線快速急行の停車駅となる。
- 2002年（平成14年）3月20日：特急の停車駅に追加される[27]。
- 2003年（平成15年）3月6日：同日のダイヤ変更により京都線快速急行廃止。
- 2007年（平成19年）4月1日：ICカード「PiTaPa」使用開始[28]。
- 2017年（平成29年）6月29日：駅構内をリニューアル[29][30]。

## 駅構造
両駅は連絡通路で結ばれており、連絡運輸を行っている。

### 京阪電気鉄道（丹波橋駅）
島式2面4線のホームを持つ待避可能駅。北口は地下駅舎となっている。南口は橋上駅舎となっており、全てのホームにエスカレーター・エレベーター、出口にはエレベーターが設置されている。
北口は以前は地上駅舎で、ホームとは構内踏切で結ばれていた。

#### のりば
| 番線 | 路線      | 方向 | 行先                 |
| ---- | --------- | ---- | -------------------- |
| 1・2 | ■京阪本線 | 上り | 三条・出町柳方面     |
| 3・4 | ■京阪本線 | 下り | 淀屋橋・中之島線方面 |

付記事項
- 内側2線（2番線と3番線）が主本線、外側2線（1番線と4番線）が待避線である。待避線への分岐がきつく、優等列車に連絡する鈍行列車が大きな音できしみながらゆっくり発車する様子が見て取れる。ほぼ終日に渡って優等列車（特急・快速急行など）と鈍行列車（準急・普通など）が、緩急接続を行う。
- 発車メロディが導入されている。
- 自動改札機は、オムロン製が設置されている。全てPiTaPa・ICOCA対応。

#### 駅構内店舗
南口橋上駅舎内にはもより市、マツモトキヨシ、JTB京阪トラベル（旧京阪交通社）、SWEETS BOX、カスカード、麺座の店舗が営業している。このうち、麺座は「比叡」として系列店の中では最初（1974年10月）にオープンした。

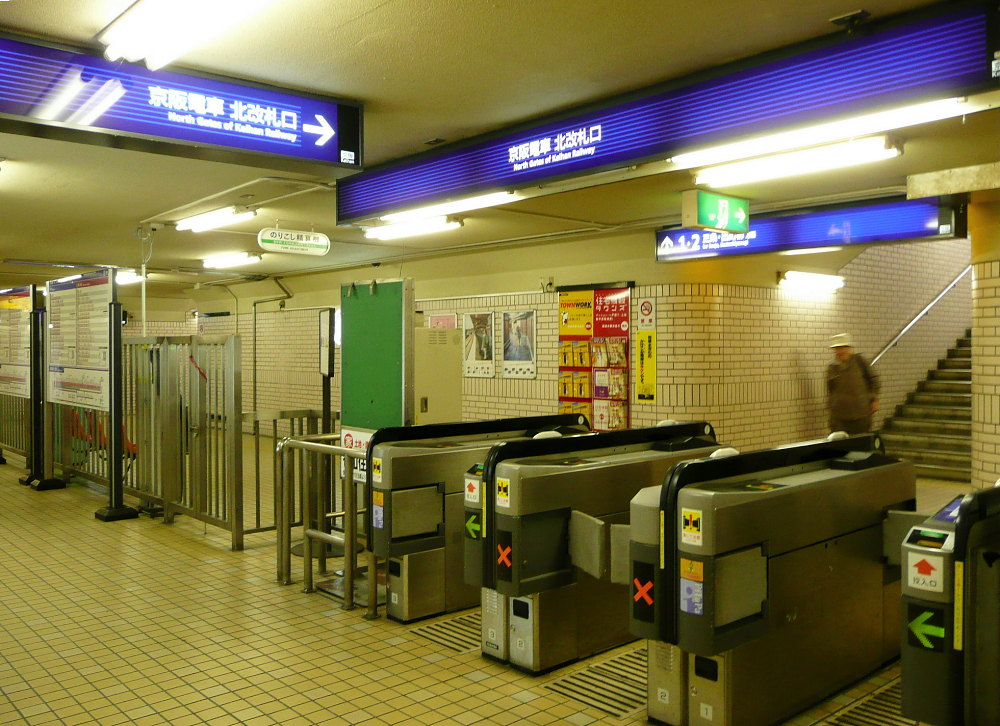
北口改札（2007年10月）
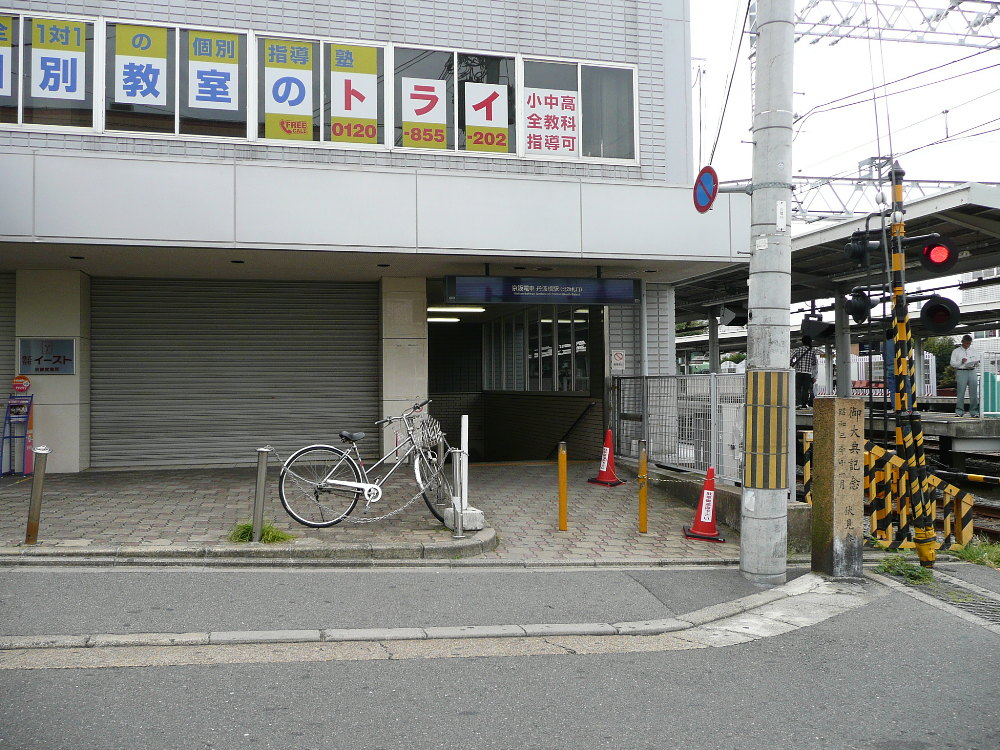
北口改札東側出入口（2007年10月）
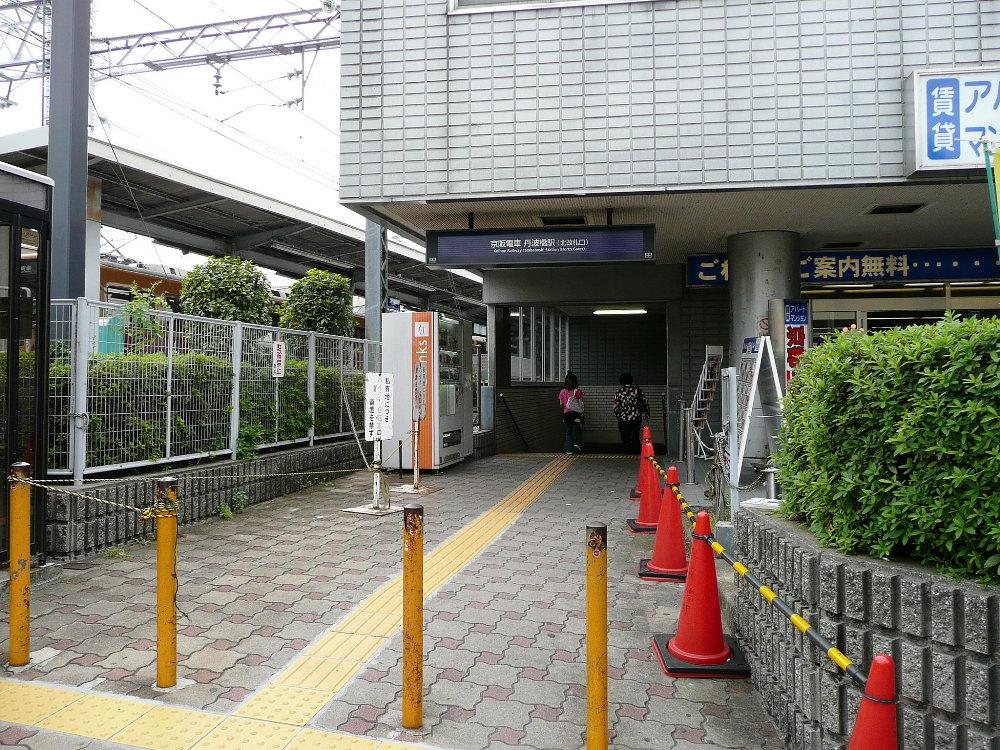
北口改札西側出入口（2007年10月）
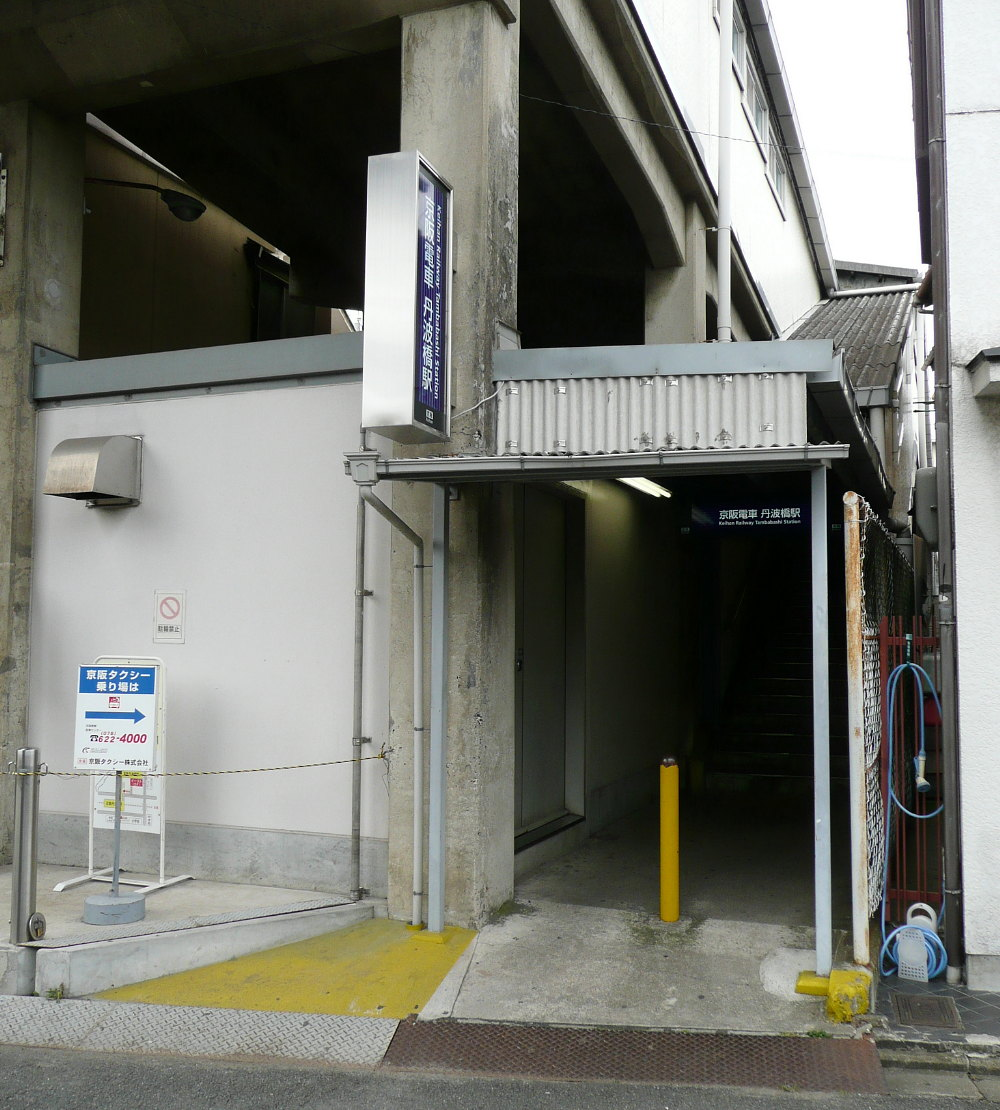
南口4番出口（2007年10月、近鉄側）
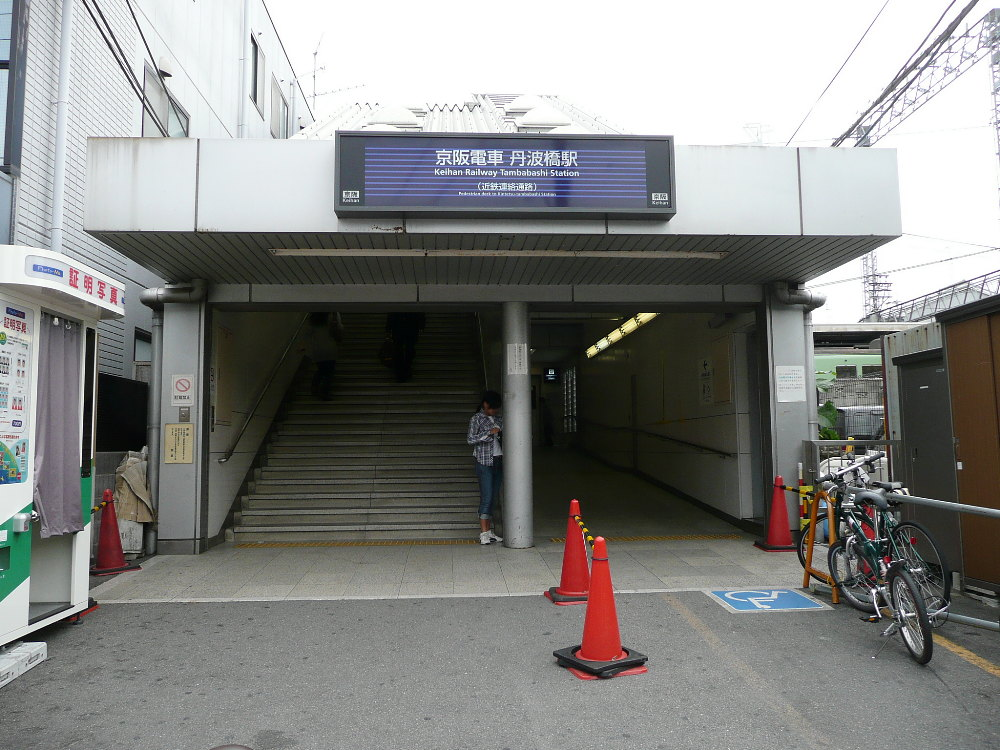
西口（2007年10月、南口改札）
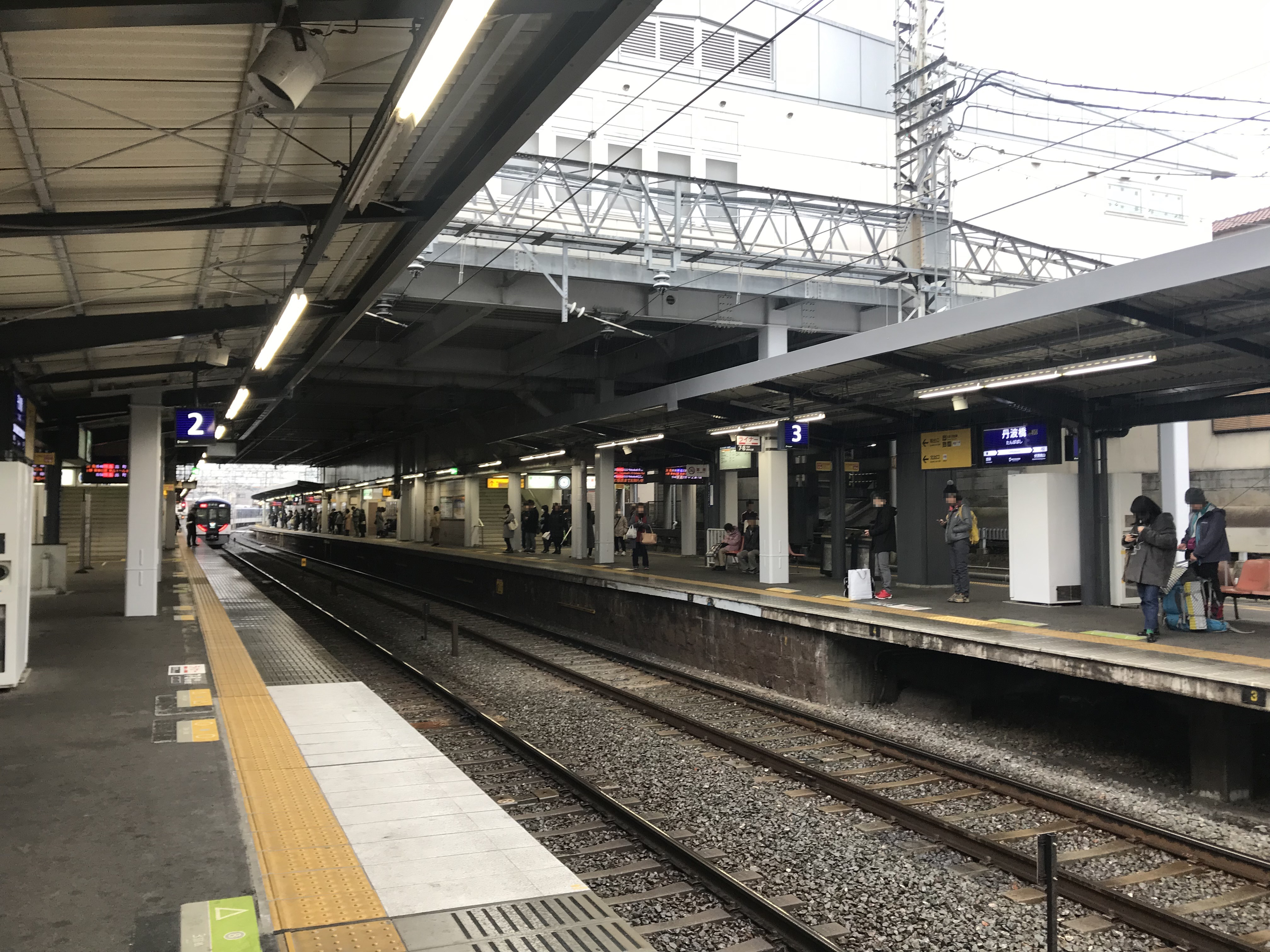
ホーム（2019年2月）

### 近畿日本鉄道（近鉄丹波橋駅）
相対式2面2線のホームを持つ地上駅で橋上駅舎を有する。ホーム有効長は6両。
ホームとコンコースを結ぶエレベーターが設置されているが、出口には階段しかなく、ホーム南端にあるスロープか、京阪側にあるエレベーターを利用することになる。改札口は1ヶ所のみ。

#### のりば
| のりば | 路線     | 方向 | 行先                                 |
| ------ | -------- | ---- | ------------------------------------ |
| 1      | B 京都線 | 下り | 近鉄奈良・天理・橿原神宮前・賢島方面 |
| 2      | B 京都線 | 上り | 京都・国際会館方面                   |

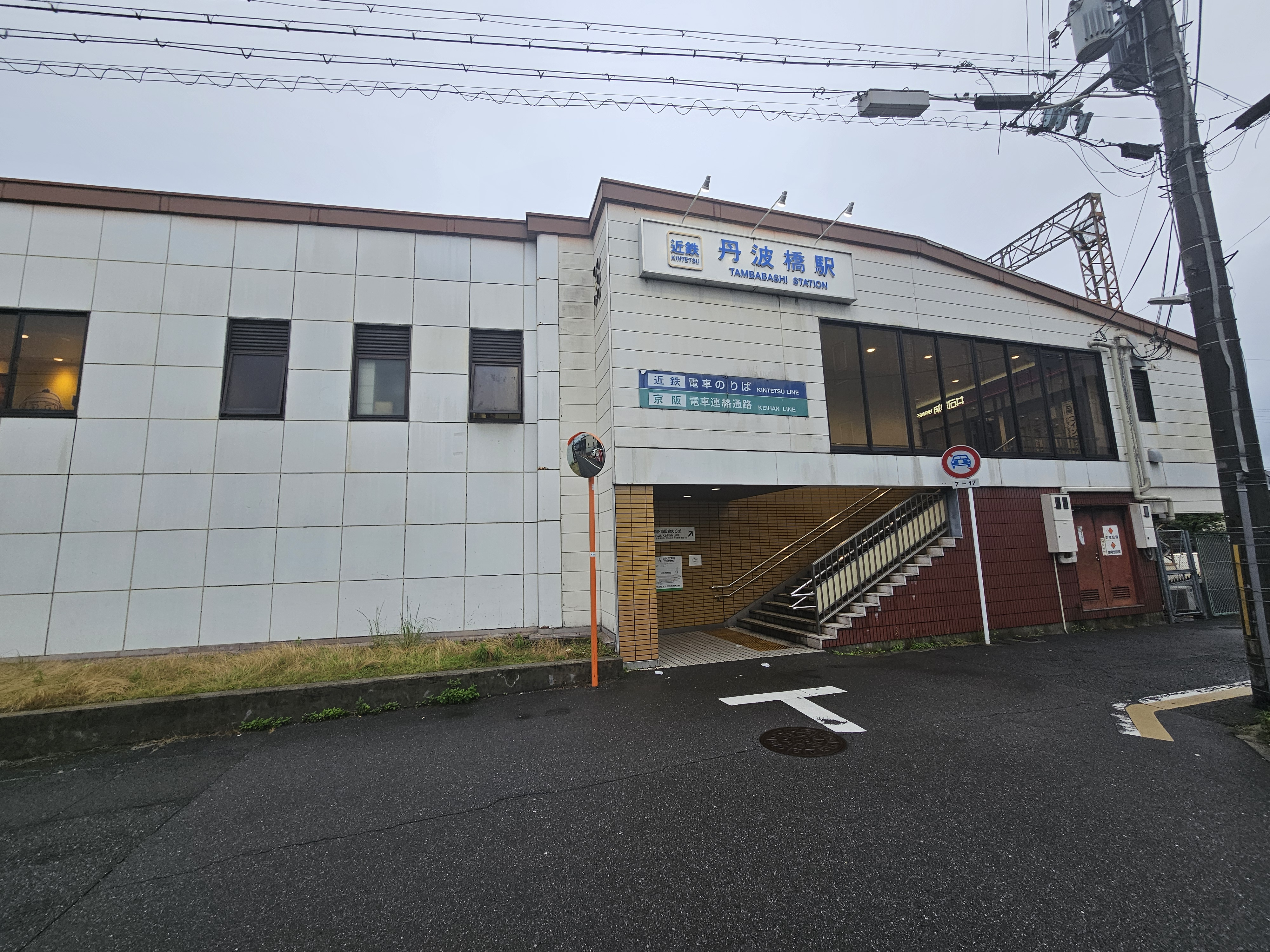
東口（2025年6月）
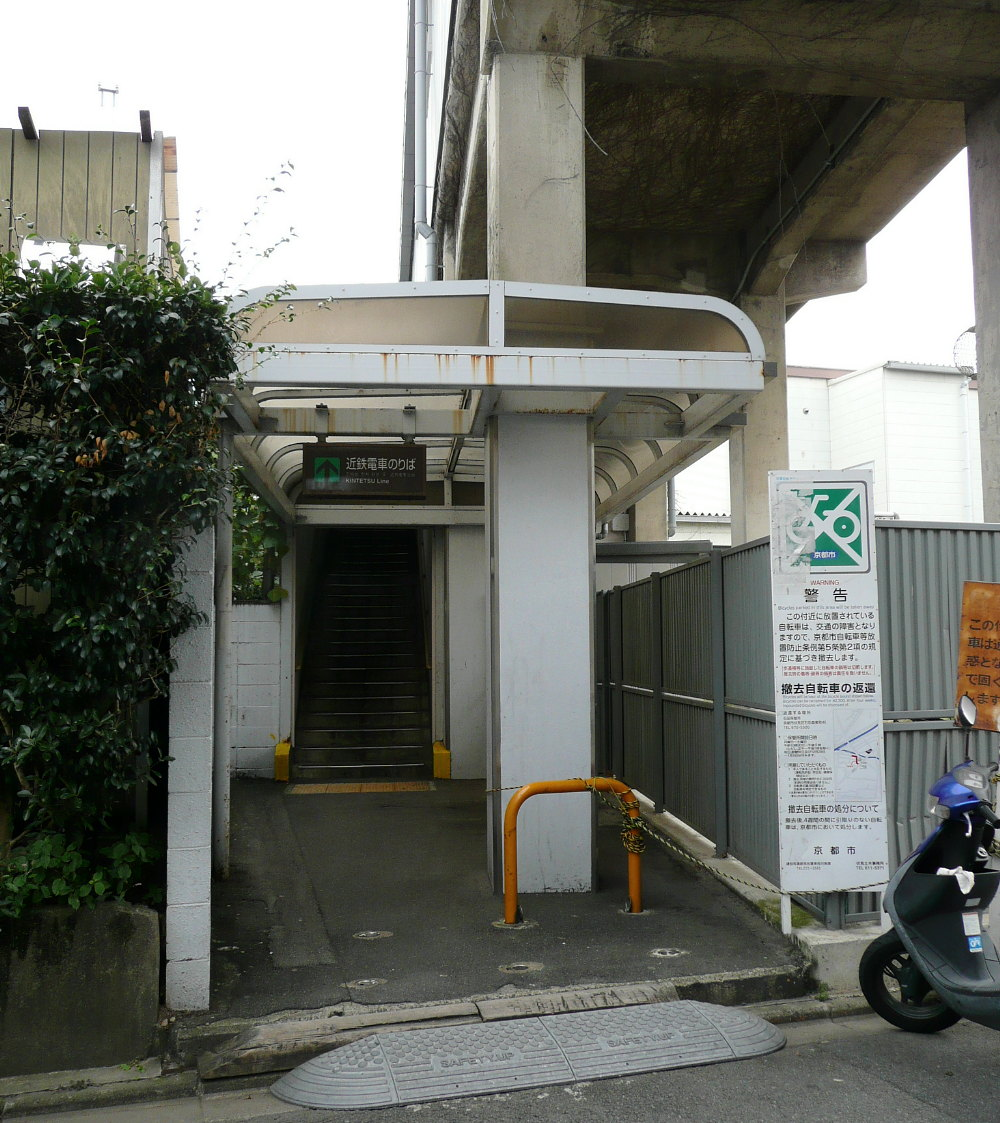
中央口（2007年10月、京阪線丹波橋駅4番出口の真向かい）
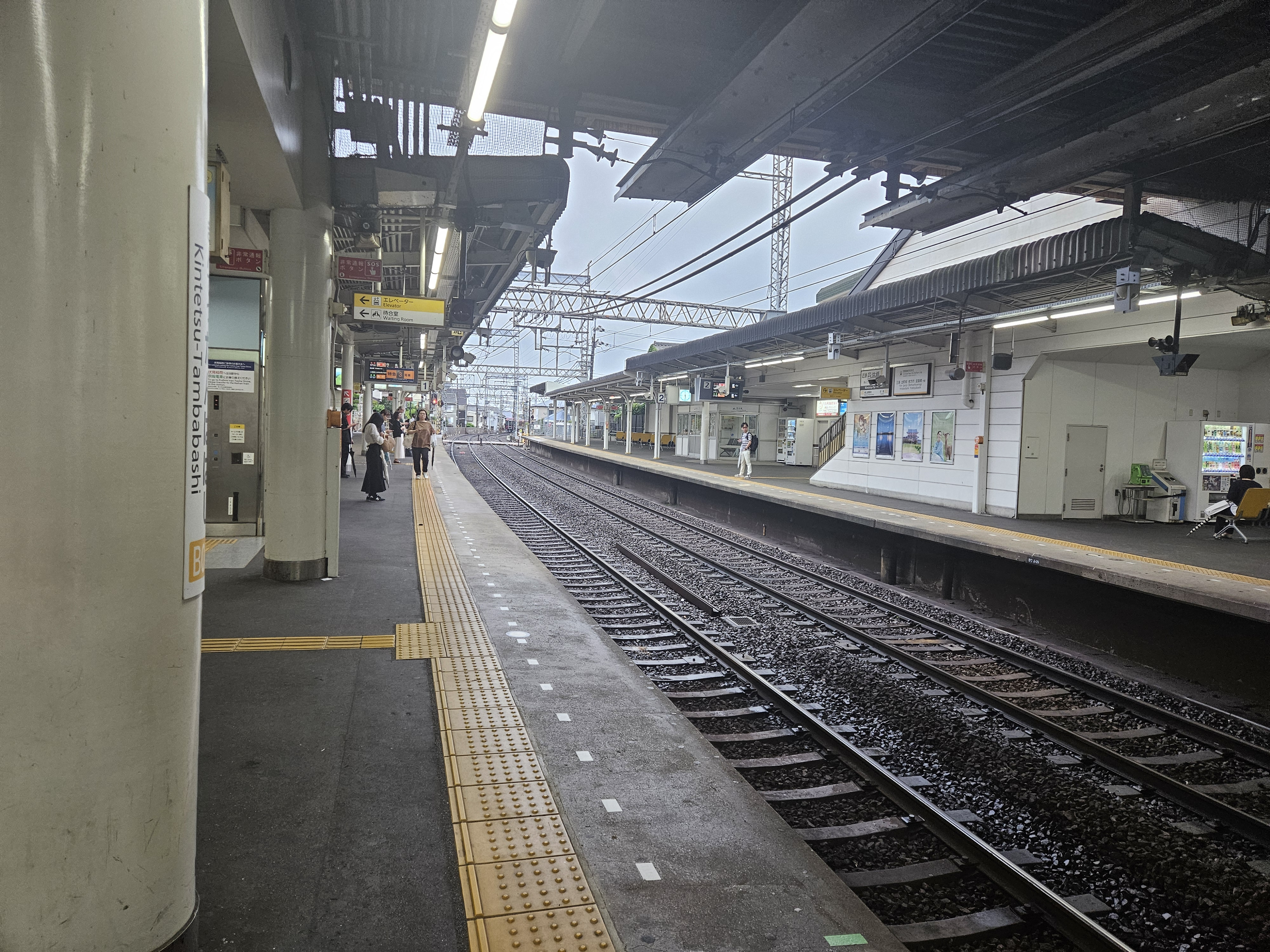
プラットホーム（2025年6月）
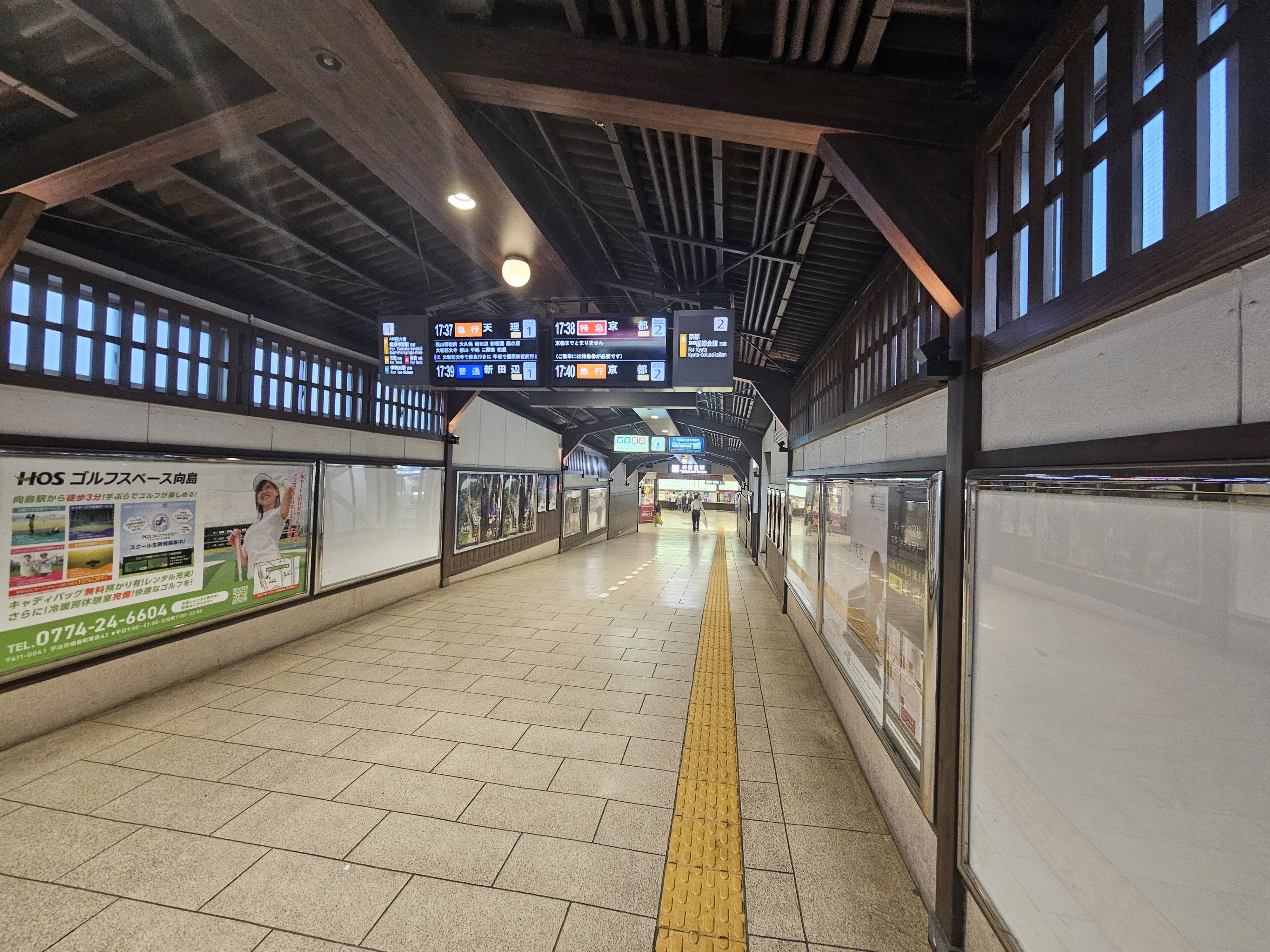
連絡通路（2025年6月、京阪側から）
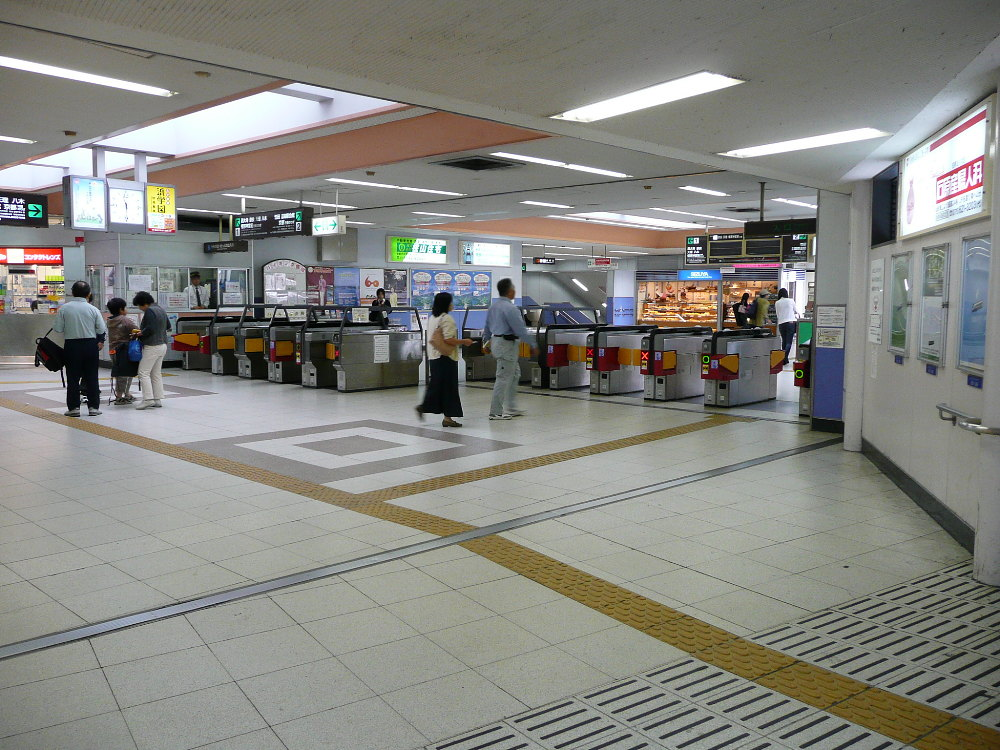
リニューアル前の駅構内（2007年10月）

#### 特徴
ダイヤ面
- 特急および観光特急「しまかぜ」も含めた全ての定期旅客列車が停車する[35][注 5]。
- 準急は、当駅以北の急行停車駅と当駅から新田辺駅までの各駅に停車する[35]。
- 当駅は駅構造の関係で列車待避が不可能のため、特急・急行と向島駅で待避を行なう準急・普通との接続は、ほぼ終日にわたって行われている[35]。
- 2002年から近鉄特急の停車駅となっている[27]が、それ以前は年末年始の臨時特急のみの停車であった。また、1998年から2003年まで設定されていた快速急行の停車駅でもあった。

駅設備・営業面
- 京都駅管理の有人駅で、PiTaPa・ICOCA対応の自動改札機および自動精算機（回数券カードおよびICカードのチャージに対応）が設置されている。
- 特急券は専用の自動発売機および駅窓口にて購入が可能[36]。定期券は黒色の券売機で購入が可能で窓口による定期券サポートにも対応する[37]。
- 近鉄リテーリングが運営する有人売店設置駅（ファミリーマート近鉄丹波橋駅1番ホーム店）に指定されている[36]。

## 利用状況
- 京阪電気鉄道 - 2023年（令和5年）度の1日当たりの利用者数は39,065人である[31]。

京阪の京都府内の駅の中では利用者が多い駅であり、最多の祇園四条駅に次ぐ。京都市統計書と京都府統計書によれば近年の1日あたり乗降・乗車人員は下記の通り。
- 近畿日本鉄道 - 2023年11月7日の1日乗降人員の調査結果は39,779人である。他の特定日の調査結果は以下の通り[40]。近鉄京都線の途中駅では最も多い。

京阪電気鉄道
| 年度   | 乗降人員 | 乗車人員 |
| ------ | -------- | -------- |
| 2007年 | 57,548   | 28,175   |
| 2008年 | 56,134   | 28,184   |
| 2009年 | 54,307   | 27,260   |
| 2010年 | 53,466   | 26,942   |
| 2011年 | 52,499   | 25,948   |
| 2012年 | 52,489   | 26,581   |
| 2013年 | 50,403   | 26,315   |
| 2014年 | 50,722   | 26,466   |
| 2015年 | 53,359   | 27,358   |
| 2016年 | 44,666   | 22,477   |
| 2017年 | 44,441   | 22,466   |
| 2018年 | 43,751   | 22,082   |
| 2019年 | 42,522   | 21,399   |
| 2020年 | 27,915   | 14,063   |
| 2021年 | 31,060   | 15,507   |
| 2022年 | 35,978   | 18,000   |
| 2023年 | 38,014   | 19,063   |

近畿日本鉄道
- 2023年11月7日：39,779人
- 2022年11月8日：39,963人
- 2021年11月9日：36,707人
- 2018年11月13日：46,900人
- 2015年11月10日：46,795人
- 2012年11月13日：46,534人
- 2010年11月9日：47,904人
- 2008年11月18日：51,136人
- 2005年11月8日：52,365人

## 駅周辺
- 伏見桃山城
- 桓武天皇陵
- 大黒寺（薩摩寺） - 鷹匠町
- 金札宮（白菊明神） - 鷹匠町
- 喜運寺 - 鷹匠町
- 京都市立伏見板橋小学校
- 国道24号
- 京都教育大学附属幼稚園
- 京都教育大学附属桃山小学校
- 京都教育大学附属桃山中学校
- 京都府立桃山高等学校
- 京都市立呉竹総合支援学校
- 伏見京町北郵便局
- 京都市呉竹文化センター
- 京都リビングエフエム

### バスのりば
京阪丹波橋駅には、バス路線は乗り入れていない。最寄りのバス停は駅の東側、国道24号の丹波橋。西側は竹田街道沿いの西丹波橋が最寄りだが、少し距離がある。
東側
- 京都市営バス 丹波橋停留所
  - 南8号系統：竹田駅東口行（藤森神社経由） / 横大路車庫前行
- 近鉄バス 丹波橋停留所
  - 09番 七瀬川町・竹田駅東口 行
  - 10番 向島駅前 行
- 京阪バス 丹波橋駅東停留所
  - 直通9号経路：京都橘大学行

西側
- 京都市営バス 西丹波橋停留所
  - 81号系統、特81号系統：京都駅行（竹田街道経由） / 横大路車庫前行

## 隣の駅
京阪電気鉄道
京阪本線
■快速特急「洛楽」
通過
□ライナー（平日のみ運転）・■特急・■通勤快急（平日下りのみ運転）・■快速急行
中書島駅 (KH28) - 丹波橋駅 (KH30) - 七条駅 (KH37)
■急行
中書島駅 (KH28) - 丹波橋駅 (KH30) - 伏見稲荷駅 (KH34)
■通勤準急（平日下りのみ運転）・■準急・■普通
伏見桃山駅 (KH29) - 丹波橋駅 (KH30) - 墨染駅 (KH31)
近畿日本鉄道
B 京都線
- □特急停車駅

■急行・■準急
竹田駅 (B05) - 近鉄丹波橋駅 (B07) - 桃山御陵前駅 (B08)
■普通
伏見駅 (B06) - 近鉄丹波橋駅 (B07) - 桃山御陵前駅 (B08)
- 括弧内は駅番号を示す。